# Alonso Gamero
Alonso Miguel Gamero Zúñiga (Arequipa, 23 de diciembre de 1992) es un ciclista peruano. Es uno de los ciclistas más destacados en la historia del ciclismo peruano.

## Biografía
Nació en Arequipa pero parte de su infancia la pasó en Argentina.
Al regresar al Perú compitió en competencias interescolares donde agarró gusto por el ciclismo.

### Primeros años
Entrenaba a las afueras de Arequipa y a su vez competía en carreras regionales.

### 2010
Fue parte del combinado arequipeño que participó en los Juegos Trasandinos.
Fue ganador del campeonato nacional de contrarreloj juniors y segundo del campeonato nacional de ruta juniors.

### 2011
Quedó tercero en el campeonato sudamericano sub-23 de contrarreloj en Bolivia.

### 2012
Ganó la primera etapa de la Copa Apertura en Lima, además ganó una etapa de la Vuelta Yarinacocha y quedó en 2° lugar.

### 2013
Participó en la Vuelta al Sur de Bolivia donde quedó 4° en la clasificación de los jóvenes.
Es campeón nacional en ruta sub-23 y subcampeón en ruta élite, contrarreloj élite y sub-23.

### 2014
Gana una carrera realizada en el Campo de Marte, además de una etapa de la clásica de Puente Piedra.
Hace doblete y se consagra campeón nacional en ruta y contrarreloj.

### 2015
Ganó dos etapas y la general de la Clásica Cerro Azul.
Dos meses después compitió en los Juegos Panamericanos de Toronto en la modalidad de ruta en la cual venció el venezolano Miguel Ubeto.
Además hizo 3 top-10 en tres clásicas menores en Francia.

### 2016
Volvió a ganar la Clásica Cerro Azul más una etapa.
Ganó por segunda vez el campeonato nacional en ruta.

### 2017
Según sus declaraciones, él pensó en dejar el ciclismo a causa del poco apoyo de la Federación o de empresas privadas.
Viajó a Chile para los clasificatorios para la Vuelta a Chile.
Los clasificatorios que constaban de cinco carreras se disputaron entre junio y septiembre.
Alonso logró vencer en los tres primeros clasificatorios lo cual le sirvió para disputar la Vuelta.
En la Vuelta a Chile compitió con el equipo 'Sportmarket', terminó en 12° lugar la clasificación general y 5° en la clasificación de montaña.
Ese mismo año se consagró campeón nacional en ruta y contrarreloj.
Estos resultados le valieron para fichar por el equipo argentino Asociación Civil Agrupación Virgen de Fátima.

### 2018
Con la Agrupación Virgen de Fátima compitió en carreras de prestigio como la Colombia Oro y Paz y la Vuelta a Venezuela. Ganó diferentes carreras menores en Chile, al igual que consiguió dos etapas y un 2° lugar en la 'Vuelta al Orgullo Wanka' en Huancayo.
A su vez compitió en el Campeonato Panamericano de ciclismo en pista en Aguascalientes donde quedó en 4° lugar en la modalidad de 'omnium' con 135 puntos a 3 puntos de la medalla de bronce y a 13 de la de oro.
Posteriormente conseguiría sus mejores resultados en su carrera hasta el momento; logró vencer una etapa en la Vuelta al Ecuador y tres etapas en la Vuelta a Guatemala.
Ese mismo año volvió a ser campeón nacional en ruta por cuarta vez.
2019
Se consagró Campeón de Metas Volantes de la 59 Vuelta a Guatemala tras disputarse la última etapa. Colores 'blanquirrojos' fueron bien representados en territorio centroamericano. Ganando con 41 puntos.

## Palmarés
| 2010 - Campeonato de Perú Contrarreloj juniors - Campeonato de Perú en Ruta juniors 2011 - Campeonato de América del Sur Contrarreloj sub-23 2012 - 1 etapa de la Copa Apertura (Lima) - 1 etapa de la Vuelta Yarinacocha 2013 - Clásica Aniversario CC Puente Piedra, más 1 etapa - 1 etapa de la Vuelta al Orgullo Wanka - Campeonato de Perú Contrarreloj - Campeonato de Perú Contrarreloj sub-23 - Campeonato de Perú en Ruta - Campeonato de Perú en Ruta sub-23 2014 - 1 etapa de la Clásica Aniversario CC Puente Piedra - Clásica Campo de Marte - Campeonato de Perú Contrarreloj - Campeonato de Perú en Ruta | 2015 - Lima - Cerro Azul - Lima, más 2 etapas - 1 etapa de la Vuelta al Perú - Doble Arequipa - Mollendo 2016 - Lima - Cerro Azul - Lima, más 1 etapa - Torneo Apertura FDPC Perú, más 2 etapas - Campeonato de Perú en Ruta - Doble Arequipa - Mollendo, más 2 etapas 2017 - Lima - Cerro Azul - Lima, más 1 etapa - 3 etapas de los clasificatorios para la Vuelta a Chile - Campeonato de Perú Contrarreloj - Campeonato de Perú en Ruta - Doble Arequipa - Mollendo, más 1 etapa - 2 etapas de la Vuelta al Perú 2018 - 1 etapa del Torneo Apertura FDPC Perú - Puerto Montt - Vuelta Valle del Cachapoal - 2 etapas de la Vuelta al Orgullo Wanka - Doble Arequipa - Mollendo - 1 etapa de la Vuelta al Ecuador - 3 etapas de la Vuelta a Guatemala - Campeonato de Perú en Ruta - Clásica Internacional Doble Arequipa 2019 - Campeón de Metas Volantes de la 59 Vuelta a Guatemala |

## Equipos
- JMR Chimbote (2010)
- JMR Chimbote (2012)
- AQP Cicloteam 'A' (2012-2014)
- Internacional Arequipa (2015)
- Union Concorde Bricquebec Cyclisme (2015)
- Club Ciclismo Disarva (2016)
- Internacional Arequipa (2016)
- Union Concorde Bricquebec Cyclisme (2016)
- Ciclismo Extremo (2017)
- BCM Macul (2017)
- Mr. Oil Quinta Normal-Goto Soluciones (2017)
- Sportmarket (2017)
- Agrupación Virgen de Fátima (2017-2018)
- Mr. Oil (2018)
- Team Celta (2018)
- Team Safut Peteroa (2018)
- Ciclismo Extremo (2018)
- Panam Sport Team (2019)